# Argophyllaceae
Argophyllaceae är en familj av tvåhjärtbladiga växter. Argophyllaceae ingår i ordningen asterordningen, klassen tvåhjärtbladiga blomväxter, fylumet kärlväxter och riket växter. Enligt Catalogue of Life omfattar familjen Argophyllaceae 22 arter. 
Kladogram enligt Catalogue of Life:
| Argophyllaceae | \| \| Argophyllum \| \| \| \| \| \| Corokia \| \| \| \| |
|                | \| \| Argophyllum \| \| \| \| \| \| Corokia \| \| \| \| |
|                | Alseuosmiaceae                                          |
|                |                                                         |
|                | korgblommiga växter                                     |
|                |                                                         |
|                | calyceraväxter                                          |
|                |                                                         |
|                | klockväxter                                             |
|                |                                                         |
|                | Goodeniaceae                                            |
|                |                                                         |
|                | vattenklöverväxter                                      |
|                |                                                         |
|                | Pentaphragmataceae                                      |
|                |                                                         |
|                | Phellinaceae                                            |
|                |                                                         |
|                | Rousseaceae                                             |
|                |                                                         |
|                | Stylidiaceae                                            |
|                |                                                         |
|                | Argophyllum                                             |
|                |                                                         |
|                | Corokia                                                 |
|                |                                                         |

|  | Argophyllum |
|  |             |
|  | Corokia     |
|  |             |

## Bildgalleri

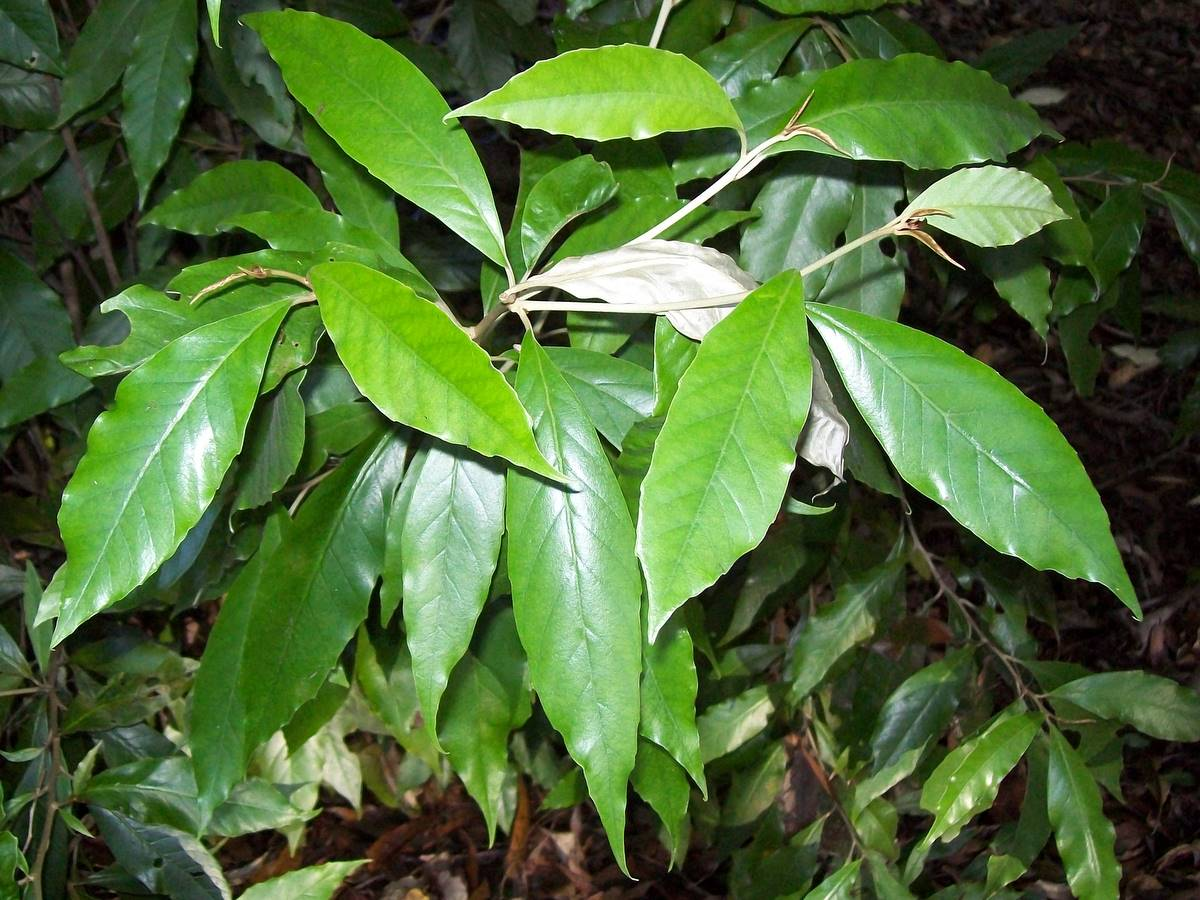
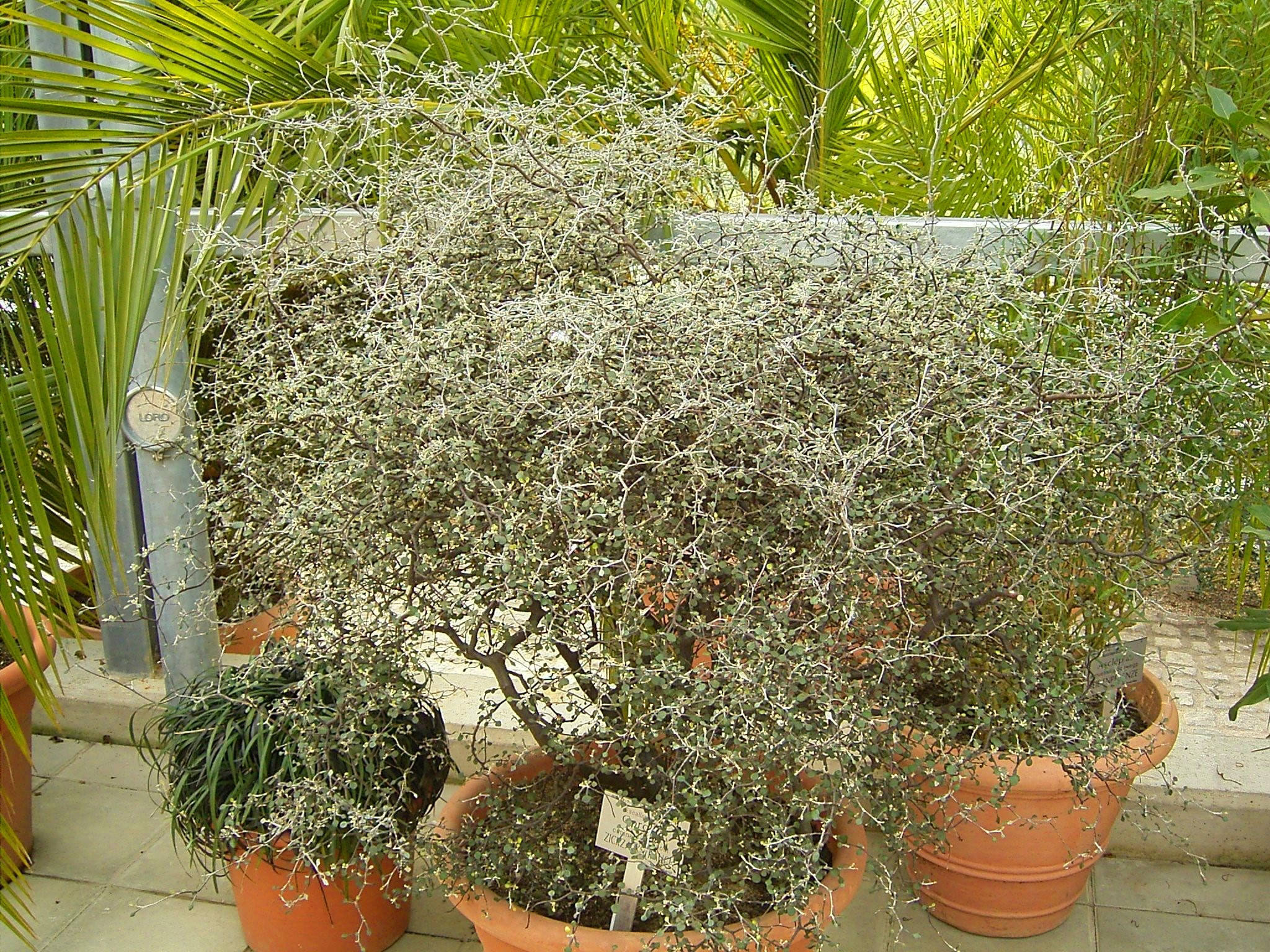
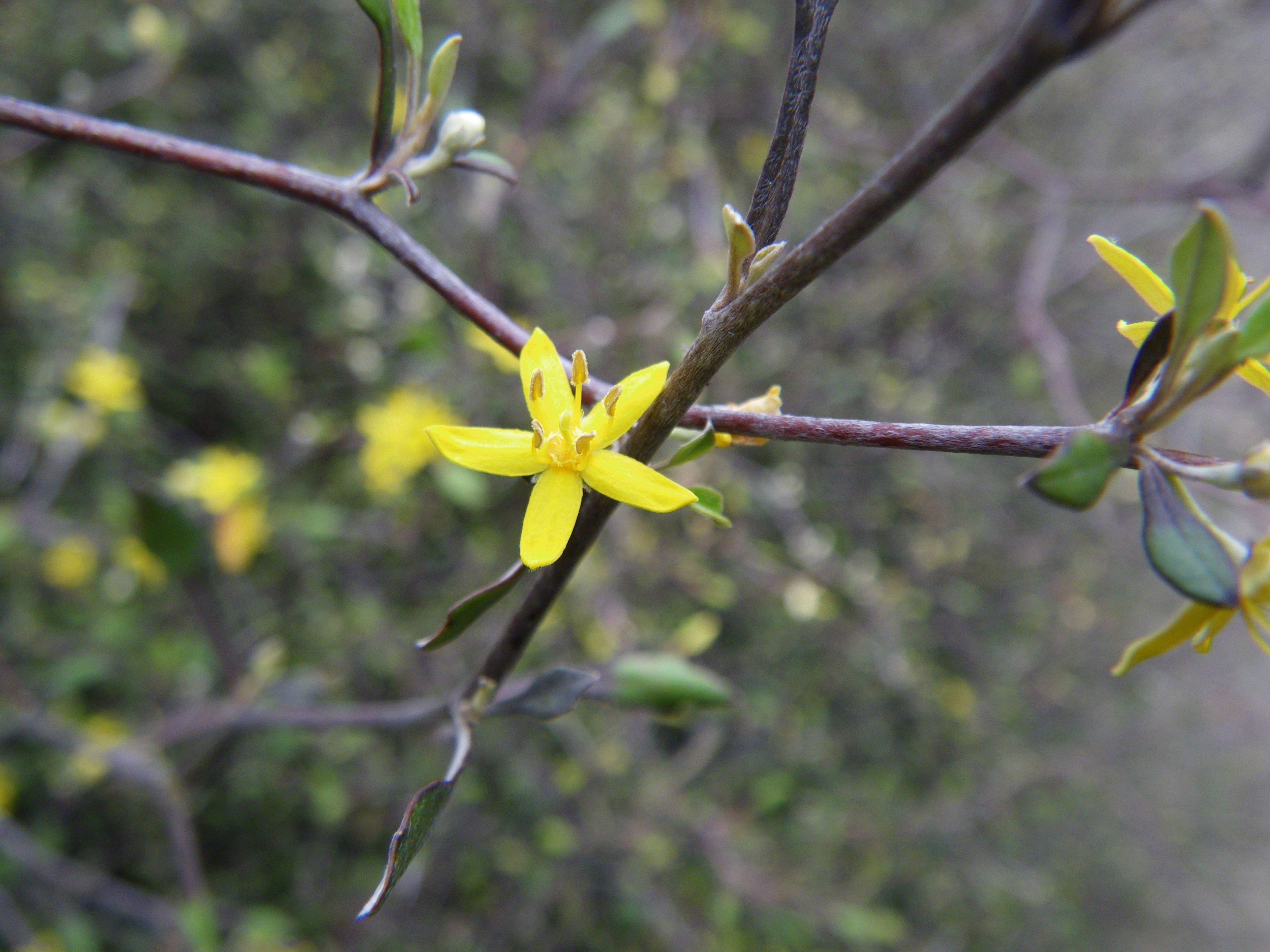
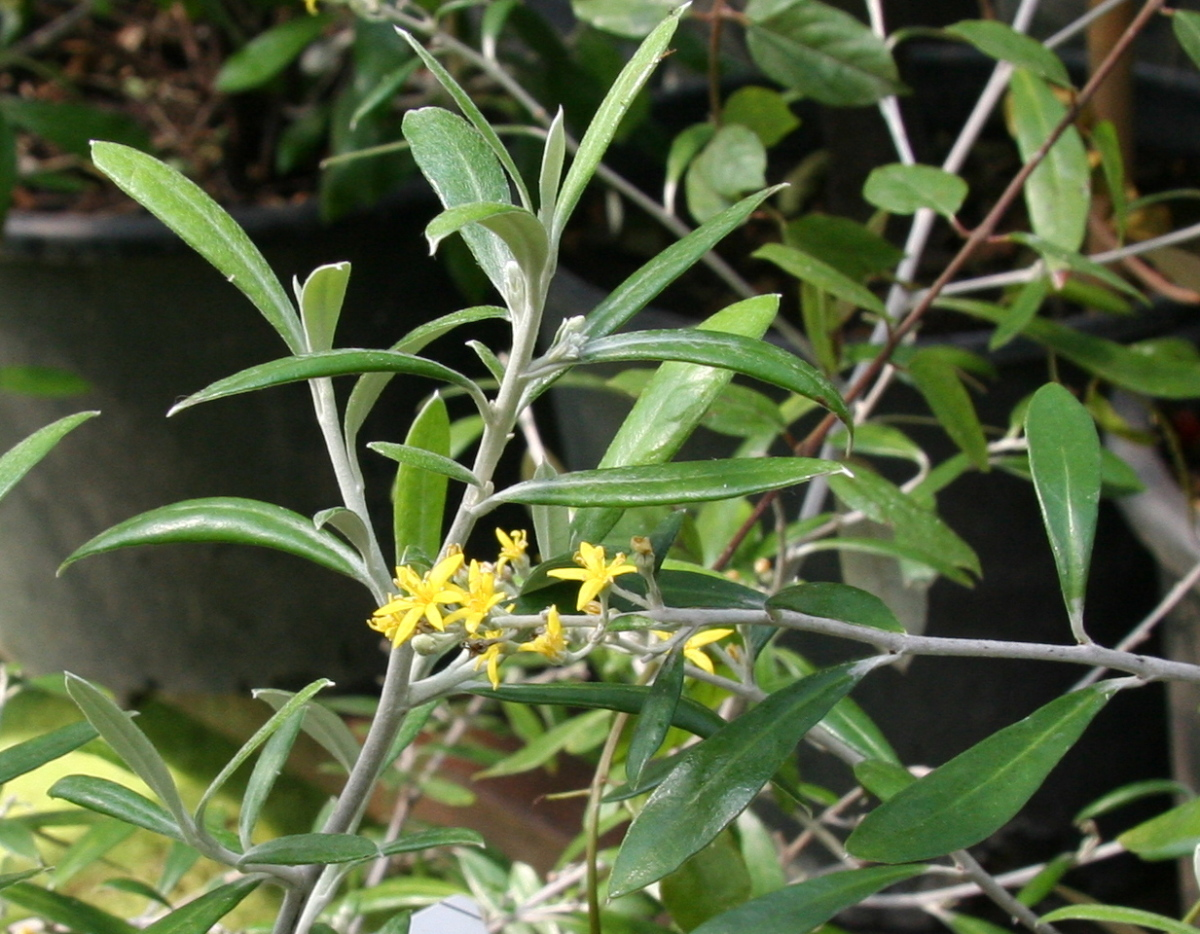